# 超越函數
數學領域，超越函數與代數函數相反，是指那些不滿足任何以多項式方程的函數，即函數不滿足以變量自身的多項式為係數的多項式方程。換句話說，超越函數就是「超出」代數函數範圍的函數，也就是說函數不能表示為自变量与常数之间有限次的加、減、乘、除和開方。
嚴格的說，關於變量{\displaystyle z}的解析函數{\displaystyle f(z)}是超越函數，如果該函數是關於變量{\displaystyle z}是代數獨立的。
對數和指數函數即為超越函數的例子，超越函數這個名詞通常被拿來描述三角函數，例如正弦、餘弦、正割、余割、正切 、余切等。
非超越函數稱為代數函數，代數函數的例子有多項式和平方根函數。
對代數函數進行不定積分運算能夠產生超越函數，如對數函數便是在對雙曲角圍成的面積研究中，對倒數函數{\displaystyle y=1/x}不定積分得到的，以此方式得到的雙曲函數{\displaystyle \sinh ,\cosh ,\tanh }等皆為超越函數。
微分代數的某些研究人員研究不定積分如何產生與某類「標準」函數代數獨立的函數，例如將三角函數與多項式的合成取不定積分。

## 因次分析
在因次分析裡，超越函數是非常有用的，因為它們只在其引數無因次時才有意義。因此，超越函數可以是因次錯誤的顯著來源。例如，{\displaystyle \log {(10{\mbox{cm}})}}是個毫無意義的表示式。{\displaystyle \log {(10{\mbox{cm}})}}不同於{\displaystyle \log {(5{\mbox{cm}}/3{\mbox{cm}})}}和{\displaystyle (\log {10}){\mbox{cm}}}，后兩者是有實際意義的。利用對數恒等式，將{\displaystyle \log {(10{\mbox{cm}})}}展開為{\displaystyle \log {10}+\log(1{\mbox{cm}})}能夠更清晰的說明該問題：一個有量綱的非代數運算會產生毫無意義的結果。

## 一些例子
以下列出的函數都是超越函數：除了少數特殊的情況，對於一般的{\displaystyle x}不能通過有限次代數運算求出{\displaystyle f(x)}：
{\displaystyle f_{1}(x)=x^{\pi }}
{\displaystyle f_{2}(x)=c^{x}\quad \left(c\neq 0,1\right)}
{\displaystyle f_{3}(x)=x^{x}}
{\displaystyle f_{4}(x)=x^{\frac {1}{x}}}
{\displaystyle f_{5}(x)=\log _{c}x\quad \left(c\neq 0,1\right)}

## 參閱
- 超越數
- 解析函數
- 複變函數
- 廣義函數
- 特殊函數